# Carcinops galapagoensis
Carcinops galapagoensis är en skalbaggsart som beskrevs av Van Dyke 1953. Carcinops galapagoensis ingår i släktet Carcinops och familjen stumpbaggar. Inga underarter finns listade i Catalogue of Life.